# Eric Oliver
Eric Staines Oliver was een Brits motorcoureur. Hij werd vier keer wereldkampioen in de zijspanklasse met een Norton Manx. Hij werd nooit officieel Norton-fabriekscoureur, maar hij kreeg wel veel ondersteuning van de fabriek.

## Carrière

### Voor de Tweede Wereldoorlog
Eric Oliver nam al in de jaren dertig deel aan grasbaanraces, en wegraces. Hij racete met solomotoren van Vincent, Norton en Velocette. Hij nam een aantal malen deel aan de Isle of Man TT, maar met weinig succes. In 1937 haalde hij met zijn Vincent de eindstreep niet in de Senior TT, in 1938 viel hij met Nortons uit in zowel de Senior- als de Junior TT, in 1939 viel hij met zijn Norton in de Senior TT uit, en met een Velocette werd hij zeventiende in de Junior TT. Zijn carrière werd onderbroken door de Tweede Wereldoorlog.

### Tweede Wereldoorlog
Tijdens de oorlog vloog hij 47 missies als boordwerktuigkundige met Lancaster bommenwerpers.

### Na de Tweede Wereldoorlog
Na de oorlog pakte hij het racen weer op en in 1947 viel hij met een Norton uit in de Senior TT en werd hij negende in de Junior TT. In 1948 werd hij met een Velocette achtste in de Junior TT en tiende in de Senior.

#### 1949, eerste wereldtitel
In 1949 werd het wereldkampioenschap wegrace ingesteld. Hij won met zijn bakkenist, de journalist Denis Jenkinson, twee van de drie wedstrijden, Grand Prix van Zwitserland en de Grand Prix van België die meetelden voor het wereldkampioenschap in de zijspanklasse en werd de allereerste wereldkampioen. Ze gebruikten een 600cc Norton-Watsonian zijspancombinatie. Hij nam in dat jaar ook deel aan twee wedstrijden in de 500cc solo klasse:
de Senior TT op het eiland Man en de GP des Nations op Monza, maar in die wedstrijden viel hij uit. In de
Junior TT werd hij 21e met een Velocette. Met die Velocette werd hij zevende in de GP van België.

#### 1950, tweede wereldtitel
In 1950 was "Jenks" Jenkinson vervangen door Lorenzo Dobelli, die in 1949 nog tweede was geworden met coureur Ercole Frigerio met een Gilera. Denis Jenkinson reed in dat jaar met Marcel Masuy op een BMW. Oliver en Dobelli wonnen alle GP's, de GP van België, de GP van Zwitserland en de GP des Nations. Ze werden weer wereldkampioen. Eric Oliver startte met een Velocette in de 350cc Grand Prix des Nations, maar werd slechts veertiende.

#### 1951, derde wereldtitel
In 1951 ging de cilinderinhoud van de zijspanklasse naar 500cc. Oliver kreeg meer concurrentie van de Gilera-combinaties Ercole Frigerio/Ezio Ricotti en Albino Milani/Giuseppe Pizzocri, die in plaats van de eencilinder Gilera Saturno 600 beschikten over de viercilinder Gilera 500 4C, maar mede dankzij de ervaring van Dobelli wist hij de wereldtitel toch weer veilig te stellen. Ook de Norton was veel beter geworden: hij had nu dubbele bovenliggende nokkenassen en het veel betere, door Rex McCandless ontwikkelde "Featherbed frame".

#### 1952
Aan het begin van het seizoen 1952 crashte de combinatie Oliver/Dobelli in Frankrijk, waardoor beiden een gebroken been opliepen. Daardoor misten ze de eerste drie GP's (Zwitserland, Isle of Man en Assen). In juli kwam Eric Oliver naar Spa-Francorchamps voor de Grand Prix van België. Hij had zijn been nog in het gips, Dobelli liep nog op krukken. Oliver mocht starten met plaatsvervangend passagier Stanley Price. Na een geweldig gevecht met de Gileras pakte hij in de laatste bocht de leiding en hij won de Belgische Grand Prix. In Duitsland en op Monza viel hij uit, maar de laatste Grand Prix, die van Spanje, won hij samen met Lorenzo Dobelli. Ze eindigden op de vijfde plaats in het kampioenschap, en Cyril Smith, ook een Norton-rijder, werd wereldkampioen. De Norton was nu duidelijk zwakker dan de Gileras, en Eric Oliver moest allerlei trucs uithalen om ze vóór te blijven. Op rechte stukken verminderde hij de luchtweerstand door zijn benen naar achteren te strekken en languit op de motorfiets te gaan liggen.

#### 1953, vierde wereldtitel

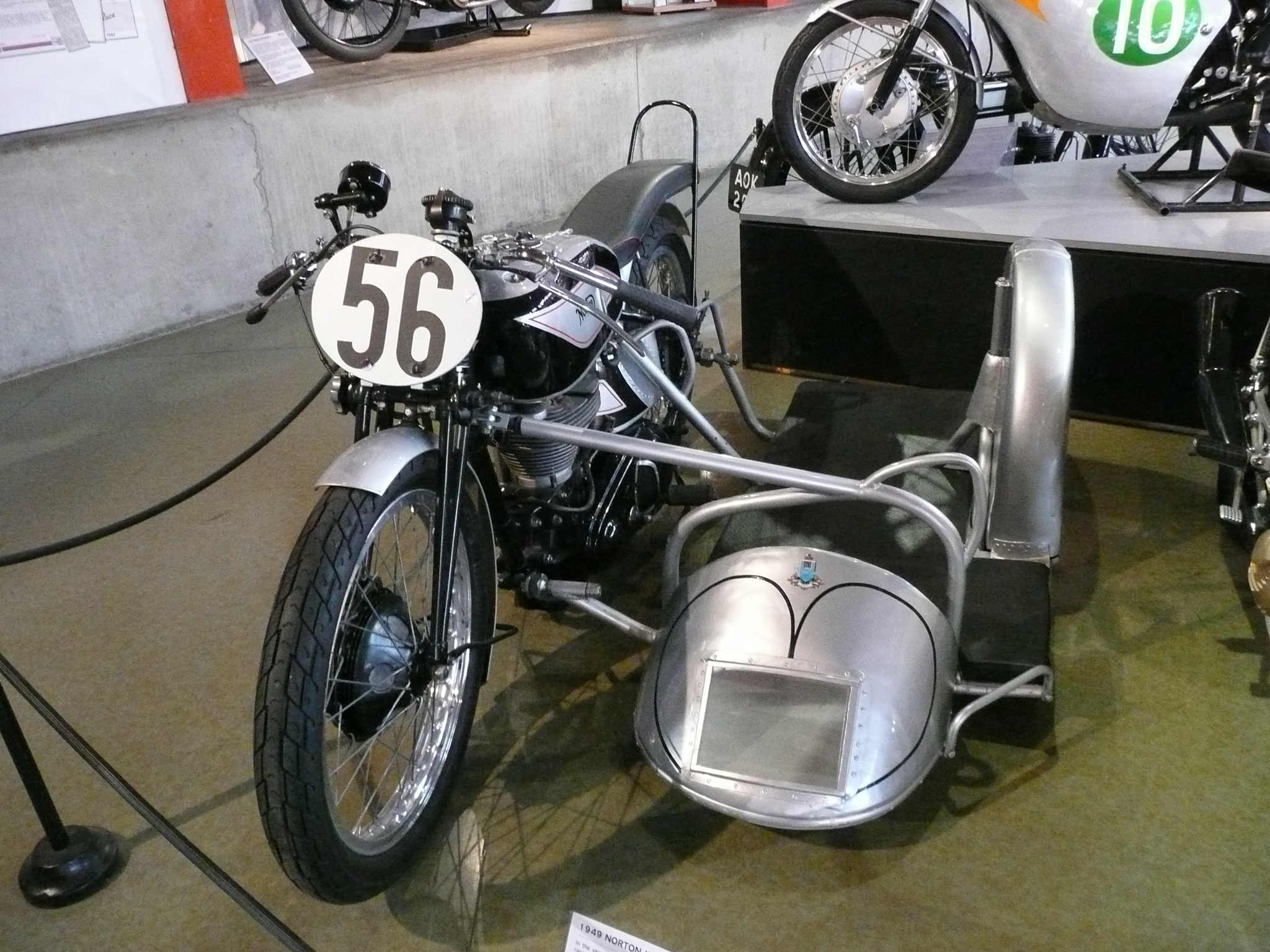
Norton-Watsonian zijspancombinatie

In 1953 vond ook Rex McCandless dat de Norton Manx eencilinder zijn beste tijd gehad had. Hij drong er bij de fabriek op aan een viercilinder te ontwikkelen om in de soloklassen te kunnen concurreren met de machines van Gilera en MV Agusta. Hoofdingenieur Joe Craig was het niet met hem eens en vond dat er nog meer vermogen uit de Manx gehaald kon worden. Als lapmiddel ontwikkelde Rex McCandless een nieuw frame, waarbij de olietank onder het zadel werd vervangen door twee tanks in de zijkant van de stroomlijnkuip. Daardoor kon het veel lager gebouwd worden en kon de coureur er min of meer voorover op liggen. Dit was de "Kneeler". Ray Amm reed de machine voor het eerst in de North West 200 in 1953 en hij vond het de meest comfortabele machine die hij ooit gereden had. Samen met Eric Oliver nam hij de machine mee naar Montlhéry, waar ze met 133,66 mijl per uur een nieuw uurrecord neerzetten. Daarna deed Norton er niets meer mee en ook Rex McCandless vond het "geen echte Norton". Eric Oliver gebruikte het ontwerp voor zijn zijspancombinaties en het werd door alle concurrenten uiteindelijk gekopieerd, waardoor de Kneeler zijspannen ontstonden. Oliver was daardoor de eerste zijspancoureur die met een volledig gestroomlijnde combinatie reed. BMW kwam steeds sterker op met eigen fabrieksteams als Wilhelm Noll/Fritz Cron, Ludwig Kraus/Bernard Huser en Fritz Hillebrand/Manfred Grunwald. Daar stond tegenover dat Gilera niet meer deelnam, en daardoor werd het juist een succesjaar voor Norton, dat de eerste vijf plaatsen in het wereldkampioenschap bezette. Met zijn nieuwe bakkenist Stanley Dibben won Oliver vier van de vijf Grands Prix en hij haalde zijn vierde wereldtitel.

#### 1954
Eric Oliver was erg chauvinistisch, en hoewel hij veel aanbiedingen had gekregen om met buitenlandse multicilinders te rijden, bleef hij Norton trouw. Dat kwam ook omdat hij tijdens zijn periode als boordwerktuigkundige in de oorlog onder de indruk was geraakt van de Britse techniek. Anti-Duits was hij zeker niet, want hij reed graag in nationale Duitse wedstrijden, zoals de "Rhein-Pokal-Rennen" op de Hockenheimring, de Feldbergrennen bij de Großer Feldberg en de Solituderennen in Stuttgart. Zijspanracen was in Duitsland populairder dan in het Verenigd Koninkrijk. Daar werd bij de TT van Man van 1954 voor het eerst in 19 jaar weer een zijspanklasse verreden. Dat gebeurde niet op het officiële circuit (de Snaefell Mountain Course), maar op de kortere Clypse Course. Oliver won de Sidecar TT met zijn nieuwe passagier Les Nutt, maar de BMW's waren nu al erg sterk: ze bezetten de plaatsen twee, drie en vier. De TT telde mee voor het wereldkampioenschap, en Oliver/Nutt wonnen ook de Ulster GP en de Belgische GP, maar tijdens de Feldbergrennen in Duitsland brak Oliver een arm, waardoor hij in de laatste wedstrijden niet meer voluit kon gaan. Hij werd toch nog tweede achter Wilhelm Noll en Fritz Cron die de eerste titel voor BMW wonnen.

#### 1955
Na 1954 was het duidelijk dat de BMW's bijna niet meer te kloppen waren. Eric Oliver kreeg in 1955 weer een nieuwe bakkenist (Eric Bliss), maar nam slechts deel aan de Grand Prix van Spanje (derde), de TT van Man (uitgevallen) en de Grand Prix van België (dertiende). Met slechts vier punten eindigden ze op de tiende plaats in het wereldkampioenschap, waarbij ook nog een viertal Norton-combinaties (Jacques Drion/Inge Stoll, Cyril Smith/Stanley Dibben, Bill Boddice/William Storr en Bob Mitchell/Max George) hoger stonden.

#### 1958-1962
Na het seizoen 1955 trok Eric Oliver zich voorlopig terug uit de wegrace, omdat hij nog steeds zijn geliefde Norton trouw bleef, maar daarmee niet meer kon winnen. Hij werd motorfiets-dealer in Staines. In 1958 nam hij nog een keer deel aan de Sidecar TT met een standaard Norton Dominator met als passagier Pat Wise in een Watsonian Monaco-toerzijspan. Dit was een vrij standaard zijspan, compleet met deurtje om in- en uit te stappen. Pat zat dus opgesloten en kon niet zoals de andere bakkenisten "turnen" om de combinatie op de weg te houden, maar desondanks reden ze 59,95 mijl per uur (96,5 km/uur) gemiddeld en ze eindigden als tiende in de race. Dat leverde een bronzen replica op. In 1959 wilde de organisatie van de Isle of Man TT de zijspanrace verhuizen naar het lange circuit en Eric Oliver en Stan Dibben maakten een proefrit om te zien of de zijspancombinaties het heuvelachtige deel van de Snaefell Mountain Course konden nemen. Toen dat lukte schreven ze ook in voor de TT van 1960. Daar beleefden ze een zwaar ongeluk tijdens de training. Eric Oliver brak zijn rug en Stan Dibben werd bijna onthoofd toen de combinatie op een draadafscheiding afstoof. Gelukkig raakte de motorfiets de draad als eerste, waardoor Stan geen serieuze verwondingen opliep. Na dit ongeval besloten beiden een punt achter het zjispanracen te zetten. In 1962 startte Eric Oliver nog met een 350cc-AJS Boy Racer in de Ulster Grand Prix, maar hij viel uit.

## Overlijden
In de jaren zestig nam Eric Oliver deel aan autoraces met een Lotus Elan. Op 1 maart 1980 kreeg hij tijdens restauratiewerkzaamheden aan een van zijn oude Nortons een hartinfact waardoor hij overleed.

## Wereldkampioenschap wegrace resultaten
(Races in cursief geven de snelste ronde aan, punten (tussen haakjes) zijn inclusief streepresultaten)

### Puntentelling 1949
Punten werden vergeven aan de vijf best geklasseerde coureurs met een extra punt voor de finisher met de snelste ronde.
|         | 1e | 2e | 3e | 4e | 5e | snelste ronde |
| ------- | -- | -- | -- | -- | -- | ------------- |
| Punten: | 10 | 8  | 7  | 6  | 5  | 1             |

### Puntentelling vanaf 1950
De puntentelling werd gewijzigd. De eerste zes finishers kregen nu punten, maar het omstreden extra punt voor de snelste ronde was afgeschaft.
|         | 1e | 2e | 3e | 4e | 5e | 6e |
| ------- | -- | -- | -- | -- | -- | -- |
| Punten: | 8  | 6  | 4  | 3  | 2  | 1  |

| Jaar | Klasse         | Bakkenist       | Team   | Motorfiets                        | 1       | 2     | 3       | 4     | 5       | 6       | 7       | 8       | 9       | 10                                                  | Punten | Plaats                                                      | Overwinningen |                                                 | Wereldkampioen |
| ---- | -------------- | --------------- | ------ | --------------------------------- | ------- | ----- | ------- | ----- | ------- | ------- | ------- | ------- | ------- | --------------------------------------------------- | ------ | ----------------------------------------------------------- | ------------- | ----------------------------------------------- | -------------- |
| 1949 | 350 cc         | NVT             | Privé  | Velocette KTT Mk VIII             | IOM 21  | ZWI - | NED -   | BEL 7 | ULS -   |         |         |         |         |                                                     | 0      | -                                                           | 0             | Freddie Frith, Velocette KTT Mk VIII            |                |
| 1949 | 500 cc         | NVT             | Privé  | Norton 30M                        | IOM DNF | ZWI - | NED -   | BEL - | ULS -   | NAT DNF | 0       | -       | 0       | Les Graham, AJS E90                                 |        |                                                             |               |                                                 |                |
| 1949 | Zijspan 600 cc | Denis Jenkinson | Norton | Norton 30M-Watsonian              |         | ZWI 1 |         | BEL 1 |         | NAT 5   | 28      | 1e      | 2       | Eric Oliver / Denis Jenkinson, Norton 30M-Watsonian |        |                                                             |               |                                                 |                |
| 1950 | 350 cc         | NVT             | Privé  | Velocette KTT Mk VIII             | IOM -   | BEL - | NED -   | ZWI - | ULS -   | NAT 14  | 0       | -       | 0       | Bob Foster, Velocette KTT Mk VIII                   |        |                                                             |               |                                                 |                |
| 1950 | Zijspan 600 cc | Lorenzo Dobelli | Norton | Norton 30M-Watsonian              |         | BEL 1 |         | ZWI 1 |         | NAT 1   | 24      | 1e      | 3       | Eric Oliver / Lorenzo Dobelli, Norton 30M-Watsonian |        |                                                             |               |                                                 |                |
| 1951 | 500 cc         | NVT             | Privé  | Norton 30M                        | SPA DNF | ZWI - | IOM -   | BEL - | NED -   | FRA DNF | ULS -   | NAT DNF |         |                                                     | 0      | -                                                           | 0             | Geoff Duke, Norton 30M                          |                |
| 1951 | Zijspan 500 cc | Lorenzo Dobelli | Norton | Norton 30M-Watsonian              | SPA 1   | ZWI 5 |         | BEL 1 |         | FRA 1   |         | NAT 2   | 30 (32) | 1e                                                  | 3      | Eric Oliver / Lorenzo Dobelli, Norton 30M-Watsonian         |               |                                                 |                |
| 1952 | Zijspan 500 cc | Stanley Price   | Norton | Norton 30M-Watsonian              | ZWI -   |       |         | BEL 1 |         |         |         |         | 9       | 5e                                                  | 2      | Cyril Smith / Bob Clements / Les Nutt, Norton 30M-Watsonian |               |                                                 |                |
| 1952 | Zijspan 500 cc | Lorenzo Dobelli | Norton | Norton 30M-Watsonian              |         |       |         |       | DUI DNF |         | NAT DNF | SPA 1   | 9       | 5e                                                  | 2      | Cyril Smith / Bob Clements / Les Nutt, Norton 30M-Watsonian |               |                                                 |                |
| 1953 | Zijspan 500 cc | Stanley Dibben  | Norton | Norton Silver Fish-Watsonian      |         |       | BEL 1   |       | FRA 1   | ULS DNF | ZWI 1   | NAT 1   | 32      | 1e                                                  | 4      | Eric Oliver / Stanley Dibben / Norton Silver Fish-Watsonian |               |                                                 |                |
| 1954 | Zijspan 500 cc | Les Nutt        | Norton | Norton Silver Fish-Watsonian      |         | IOM 1 | ULS 1   | BEL 1 |         | DUI -   | ZWI 5   | NAT -   | 26      | 2e                                                  | 3      | Wilhelm Noll / Fritz Cron, BMW RS 54-Steib                  |               |                                                 |                |
| 1955 | Zijspan 500 cc | Eric Bliss      | Norton | Norton Silver Fish-Watsonian      |         | SPA 3 |         |       |         |         |         |         | 4       | 10e                                                 | 0      | Willi Faust / Karl Remmert, BMW RS 54-Steib                 |               |                                                 |                |
| 1955 | Zijspan 500 cc | Les Nutt        | Norton | Norton Silver Fish-Watsonian      |         |       | IOM DNF | DUI - | BEL 13  | NED -   |         | NAT -   | 4       | 10e                                                 | 0      | Willi Faust / Karl Remmert, BMW RS 54-Steib                 |               |                                                 |                |
| 1958 | Zijspan 500 cc | Pat Wise        | Privé  | Norton Dominator-Watsonian Monaco | IOM 10  | NED - | BEL -   | DUI - |         |         |         |         |         |                                                     | 0      | -                                                           | 0             | Walter Schneider / Hans Strauß, BMW RS 54-Steib |                |
| 1962 | 350 cc         | NVT             | Privé  | AJS 7R                            |         |       | IOM -   | NED - |         |         | ULS DNF | DDR -   | NAT -   | FIN -                                               | 0      | -                                                           | 0             | Jim Redman, Honda RC 170/RC 171                 |                |

## Isle of Man TT resultaten
| Jaar | Klasse     | Bakkenist | Team   | Motorfiets                        | Circuit         | Plaats |                                                 | Winnaar |
| ---- | ---------- | --------- | ------ | --------------------------------- | --------------- | ------ | ----------------------------------------------- | ------- |
| 1937 | Senior TT  | NVT       | Privé  | Vincent-HRD                       | Mountain Course | DNF    | Freddie Frith, Norton CS1                       |         |
| 1938 | Junior TT  | NVT       | Privé  | Norton CJ1                        | Mountain Course | DNF    | Stanley Woods, Velocette KTT Mk VII             |         |
| 1938 | Senior TT  | NVT       | Privé  | Norton CS1                        | Mountain Course | DNF    | Harold Daniell, Norton CS1                      |         |
| 1939 | Junior TT  | NVT       | Privé  | Velocette KTT Mk VIII 350         | Mountain Course | 17e    | Stanley Woods, Velocette KTT Mk VIII 350        |         |
| 1939 | Senior TT  | NVT       | Privé  | Velocette KTT Mk VIII 350         | Mountain Course | 17e    | Schorsch Meier, BMW RS 500                      |         |
| 1947 | Junior TT  | NVT       | Privé  | Norton 40M                        | Mountain Course | 9e     | Bob Foster, Velocette KTT Mk VIII               |         |
| 1947 | Senior TT  | NVT       | Privé  | Norton 30M                        | Mountain Course | DNF    | Harold Daniell, Norton 30M                      |         |
| 1948 | Junior TT  | NVT       | Privé  | Velocette KTT Mk VIII 350         | Mountain Course | 8e     | Freddie Frith, Velocette KTT Mk VIII 350        |         |
| 1948 | Senior TT  | NVT       | Privé  | Velocette KTT Mk VIII 350         | Mountain Course | 10e    | Artie Bell, Norton 30M                          |         |
| 1949 | Junior TT  | NVT       | Privé  | Velocette KTT Mk VIII 350         | Mountain Course | 21     | Freddie Frith, Velocette KTT Mk VIII 350        |         |
| 1949 | Senior TT  | NVT       | Privé  | Norton 30M                        | Mountain Course | DNF    | Harold Daniell, Norton 30M                      |         |
| 1954 | Sidecar TT | Les Nutt  | Norton | Norton 30M-Watsonian              | Clypse Course   | 1e     | Eric Oliver / Les Nutt, Norton 30M-Watsonian    |         |
| 1955 | Sidecar TT | Les Nutt  | Norton | Norton 30M-Watsonian              | Clypse Course   | DNF    | Walter Schneider / Hans Strauß, BMW RS 54-Steib |         |
| 1958 | Sidecar TT | Pat Wise  | Privé  | Norton Dominator-Watsonian Monaco | Clypse Course   | 10e    | Walter Schneider / Hans Strauß, BMW RS 54-Steib |         |

## Trivia

### Ontsnapping
Na het ongeval bij Windy Corner in 1960 kwam Eric Oliver in Nobles Hospital in Douglas te liggen. Hij deelde een zaal met Tommy Robb, Ernst Degner en Mitsuo Itoh. Itoh had zijn been gebroken, maar wilde niet in het ziekenhuis blijven. Hij was met zijn Colleda-team voor het eerst in Europa en waarschijnlijk voelde hij zich niet op zijn gemak. Hij knipte het gipsverband los en ontsnapte door een wc-raam.